# Jean-Louis Lafitte
Pour les articles homonymes, voir Lafitte.
Jean-Louis Lafitte, né en 1915, est un écrivain français, auteur de roman policier.

## Biographie
En 1966, il publie deux romans policiers dans la collection Série noire. La Tête au soleil raconte les aventures d'un ex-légionnaire d'Indochine qui tente de retrouver des bijoux volés. Un ex-légionnaire est également le héros du deuxième titre intitulé Le Déserteur : après la guerre d'Algérie, il devient garde du corps d'un ancien responsable de l'OAS.

## Œuvre

### Romans
- La Tête au soleil, Paris, Gallimard, Série noire no 1038, 1966
- Le Déserteur, Paris, Gallimard, Série noire no 1049, 1966

## Source
- Claude Mesplède et Jean-Jacques Schleret, SN, voyage au bout de la Noire : inventaire de 732 auteurs et de leurs œuvres publiés en séries Noire et Blème : suivi d'une filmographie complète, Paris, Futuropolis, 1982, 476 p. (OCLC 11972030), p. 224.